# Пенья, Федерико (футболист)
Федерико Пенья (англ. Federico Peña; род. 30 марта 1999 года, Порт-оф-Спейн, штат Джорджия США) — тринидадский и канадский футболист.

## Карьера

### Клубная
Начинал заниматься футболом в Канаде. В 18 лет Пенья уехал в Бельгию, где он выступал за молодежные команды «Гент» и «Стандарда». В 2019 году футболист вернулся в Канаду, где начал свою взрослую карьеру в клубе Премьер-Лиги «Валор».

### В сборной
Выступал за юношескую сборную Канады до 15 лет, но затем футболист решил связать со своей родной страной — Тринидадом и Тобаго. Вместе с семьей он покинул родину, когда ему было 10 лет.
В январе 2021 году Федерико Пенья получил вызов в расположение главной национальной команды страны на товарищеский матч против США. В нем игрок дебютировал за тринидадцев, которые потерпели разгромное поражение со счетом 0:7.